# Torgiano
Torgiano is een gemeente in de Italiaanse provincie Perugia (regio Umbrië) en telt 5700 inwoners (31-12-2004). De oppervlakte bedraagt 37,9 km², de bevolkingsdichtheid is 150 inwoners per km².
De volgende frazioni maken deel uit van de gemeente: Brufa, Ferriera, Fornaci, Miralduolo, Pontenuovo di Torgiano, Signoria.

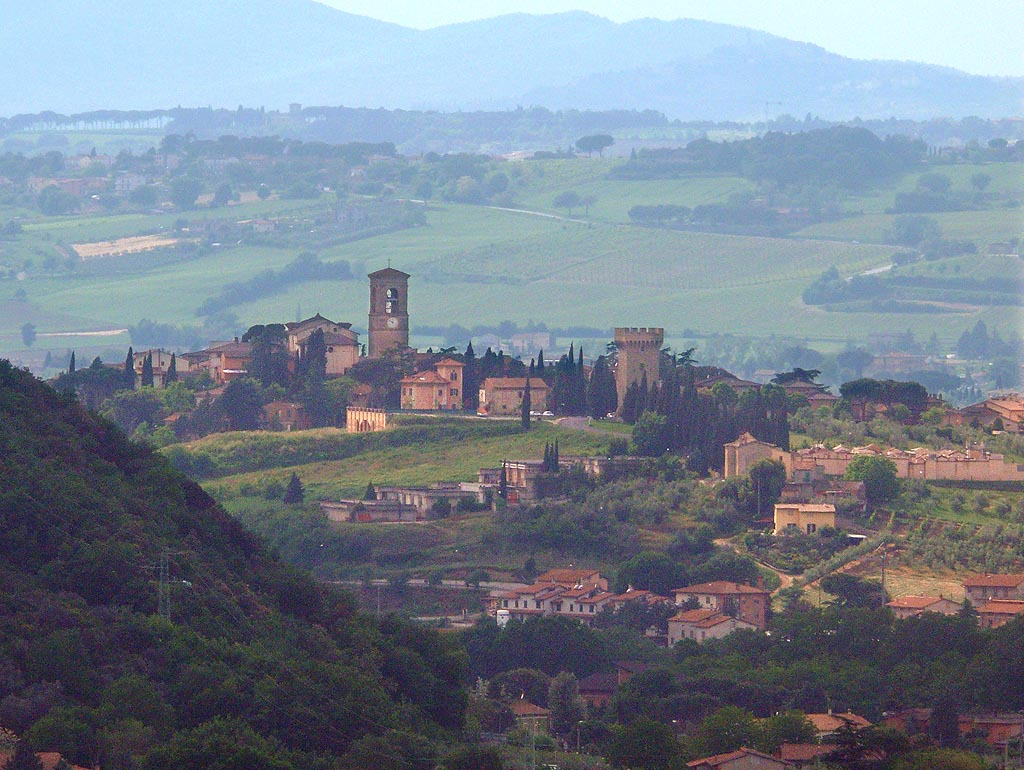
Torgiano
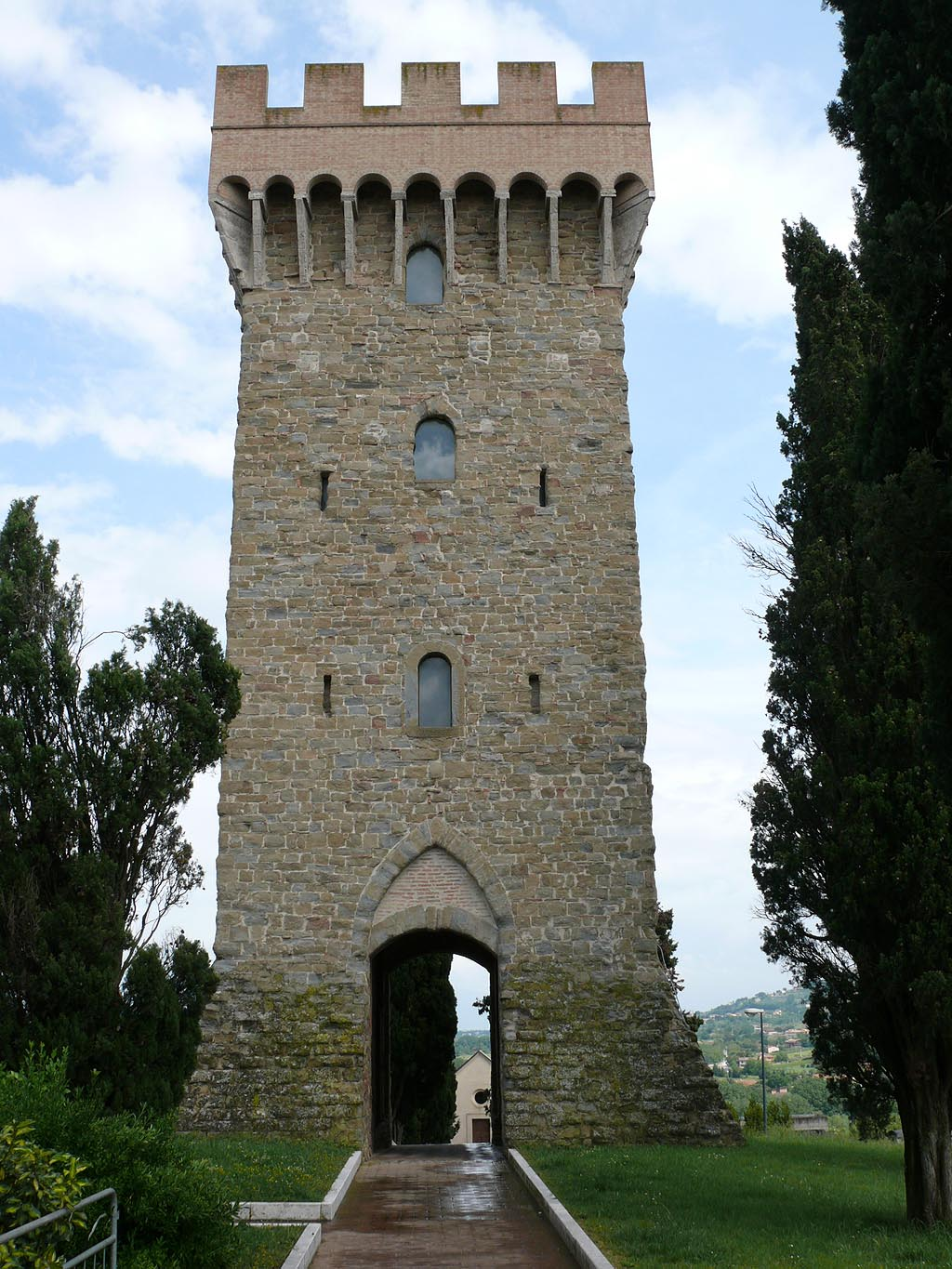
Toren van Torgiano
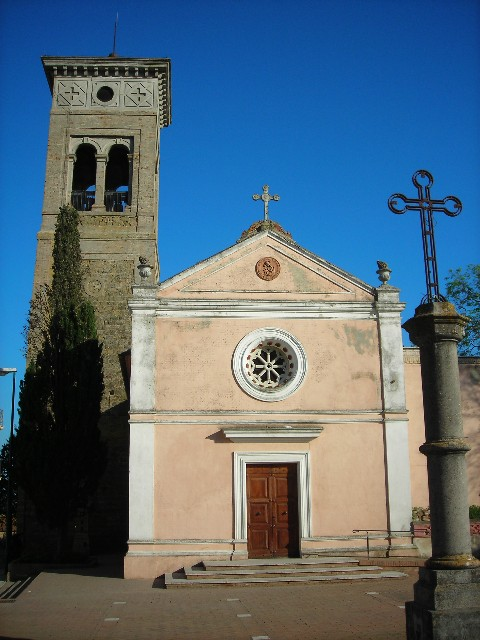
Kerk in Torgiano

## Demografie
Torgiano telt ongeveer 2072 huishoudens. Het aantal inwoners steeg in de periode 1991-2001 met 7,8% volgens cijfers uit de tienjaarlijkse volkstellingen van ISTAT.
| Jaar | Inwoneraantal |
| ---- | ------------- |
| 1991 | 5015          |
| 2001 | 5406          |

## Geografie
De gemeente ligt op ongeveer 219 m boven zeeniveau.
Torgiano grenst aan de volgende gemeenten: Bastia Umbra, Bettona, Deruta, Perugia.